# Lebinthus lifouensis
Lebinthus lifouensis är en insektsart som beskrevs av Desutter-grandcolas 1997. Lebinthus lifouensis ingår i släktet Lebinthus och familjen syrsor. Inga underarter finns listade i Catalogue of Life.